# Edgar Ende
Edgar (Carl Alfons) Ende, född 23 februari 1901 i Altona, död 27 december 1965 i Netterndorf i Ebersberg i Bayern, var en tysk surrealistisk konstnär. Han var far till författaren Michael Ende, vars bok Spegeln i spegeln: en labyrint baseras på faderns målningar.

## Biografi
Edgar Ende kallade själv sin konst för "visionär". När han framställde bilder hade han aldrig något medvetet mål. Hans motiv växte i stället fram ur en sorts meditativ process som Ende inte bara liknade vid ett mörkerrum utan som faktiskt också tillkom i ett mörkt rum. Processen gjorde att abstrakta och drömliknande bilder dök upp i hans medvetande, vilka Ende sedan skissade ner på papper i en ficklampas sken. 
1936 drabbades Edgar Ende av yrkes- och utställningsförbud. Detta utfärdades av propagandaministeriets särskilda organ för bildkonst, Reichskammer der bildenden Künste, som bedömde vad som var bra och vad som var dålig konst. Endes måleri kategoriserades som entartete Kunst och 1937 konfiskerades verk av honom på museer. Oljemålningarna Zeit och Zirkus, som både hade tillhört Hamburger Kunsthalle, noterades efter värdering dessutom som zerstört [förstörda] i protokoll från den tiden.